# Scala di Giacobbe

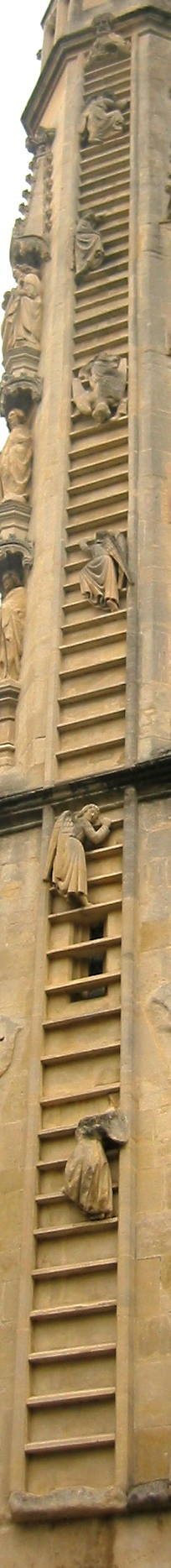
Gli angeli salgono la scala di Giacobbe, scultura sul fronte ovest dell'abbazia di Bath

La scala di Giacobbe (o sogno di Giacobbe) è un episodio biblico descritto in Genesi 28:11-19.
Esaù aveva giurato di vendicarsi di suo fratello Giacobbe, che aveva ricevuto la benedizione del padre Isacco al suo posto, a cui spettava di diritto, essendo il primogenito. Giacobbe, in fuga da Esaù, si mette in viaggio per raggiungere ad Haran: qui, infatti, sua madre gli aveva chiesto di andare, per trovare una moglie della sua famiglia. Arrivato a Louz, sognò una scala che univa cielo e terra, dalla quale salivano e scendevano gli angeli di Dio. Dio si rivela a lui e rinnova l'alleanza stipulata con i suoi padri. Al risveglio, Giacobbe completò l'alleanza e dedicò il luogo, che d'ora in avanti sarebbe stato chiamato Betel.
Betel significa letteralmente "Casa di Dio". Questo nome e l'espressione porta del cielo (Genesi 28.17) alludono anche al Tempio di Gerusalemme.

## Interpretazione ebraica
I commenti ebraici classici offrono diverse interpretazioni della scala di Giacobbe:
- secondo il Midrash, la scala rappresenta i vari esili che il popolo ebraico sarebbe stato costretto a sopportare prima della venuta del Messia. Prima l'angelo che rappresenta i 70 anni di esilio in Babilonia, sale di 70 gradini per cadere, poi l'angelo che rappresenta l'esilio in Persia, sale un certo numero di gradini e cade anch'esso, proprio come l'angelo che rappresenta l'esilio in Grecia. Solo il quarto angelo che rappresenta l'esilio finale a Roma/Edom (il cui angelo custode è Esaù stesso), continua a salire sempre più in alto tra le nuvole. Giacobbe temeva che i suoi figli non sarebbero mai stati liberi dal dominio di Esaù, ma Dio gli assicurò che alla fine dei giorni anche Edom sarebbe caduta;
- un'altra interpretazione della scala è che gli angeli prima salgono e poi scendono. Poiché gli angeli vengono dal cielo, il testo avrebbe dovuto descriverli prima come discendenti e poi di nuovo come ascendenti (e non il contrario). Il Midrash spiega che Giacobbe, uomo santo, era sempre accompagnato da angeli. Quando raggiunse i confini della terra di Canaan (la futura terra d'Israele), gli angeli responsabili della Terra Santa salirono al cielo e quelli responsabili delle altre terre scesero incontro a Giacobbe. Quando Giacobbe tornò in Canaan (Genesi 32,2-3[3]), fu accolto dagli angeli assegnati alla Terra Santa;
- il luogo dove Giacobbe si fermò per la notte era in realtà il monte Moriah, la futura sede del Tempio a Gerusalemme. La scala significa quindi il ponte tra il Cielo e la terra, come le preghiere e i sacrifici offerti nel tempio indicano l'alleanza tra Dio e il popolo ebraico. Inoltre, la scala allude al dono della Torah come un altro collegamento tra il Cielo e la terra. La parola ebraica che indica la scala (sulam — סלם —) e il nome della montagna dove fu data la Tora (il Monte Sinai — סיני —) presentano la stessa gematria (valore numerico delle lettere).

## Interpretazione cristiana
L'interpretazione cristiana di questo brano si basa principalmente sulle parole di Cristo in Giovanni 1,51: «In verità, in verità vi dico: vedrete il cielo aperto e gli angeli di Dio salire e scendere sul Figlio dell'uomo». Cristo è inteso come la scala che collega il cielo e la terra, essendo sia il Figlio di Dio che il Figlio dell'uomo. Il teologo metodista Adam Clarke suggerisce:
(Adam Clarke, ‘’ The holy Bible, from the authorized tr., with a comm. and critical notes’’)
- san Giovanni Crisostomo vede nella scala di Giacobbe i gradi di perfezione cristiana raggiunti dalle anime che camminano risolutamente verso Dio.[6] In questo senso san Francesco di Sales scrive ancora: «Ecco, Teotimo, ti prego, con quanta dolcezza opera Dio, riportando a poco a poco la grazia della sua ispirazione nei cuori che acconsentono, attirandoli a sé come di grado in grado su questo la scala di Giacobbe»[7] Per incoraggiare i cattolici a recitare il Rosario, san Luigi Maria Grignion de Montfort scrive: «Il rosario è la vera scala di Giacobbe, dove ci sono 15 gradini, per i quali andrai di virtù in virtù, di luce in luce.., e giungi facilmente senza inganno alla pienezza dell'età di Gesù Cristo».[8]
- san Giovanni Damasceno, considerando l'Incarnazione del Figlio di Dio, Gesù Cristo, poté scrivere: «[Maria] si fece mediatrice e scala per la quale Dio è sceso fino a noi e ha preso su di sé la debolezza della nostra sostanza, abbracciandola e unendola strettamente».[9]
- san Bernardo di Chiaravalle vide nella Vergine Maria una perfetta conformità alla vita di Gesù Cristo, unico mediatore tra Dio e gli uomini nella fede cristiana, tanto da arrivare a dire nella predica nella quale Maria è paragonata a un acquedotto mediante il quale Dio comunica all'umanità tutte le grazie, compreso Cristo che è l'Autore della grazia: «[Maria] è 'scala di Giacobbe', di questo santo Patriarca che, dormendo con il capo sopra una pietra, meritò vedere gli angeli ascendenti e discendenti. Questa scala ha dodici gradi tra i suoi due lati. Il lato destro è il disprezzo di sé fino all'amore di Dio: il sinistro è il disprezzo del mondo per amare anche il Regno dei cieli. I dodici gradi con cui si ascende sono i dodici gradi di umiltà»[10] Scrive inoltre padre Garrigou-Lagrange che: «San Francesco d'Assisi capì un giorno con una visione che i suoi figli tentavano invano di raggiungere Nostro Signore per mezzo di una ripida scala che saliva subito verso di lui; Gesù allora gli mostrò un'altra scala con una pendio più dolce, in cima al quale apparve Maria, e le disse: "Consiglia ai tuoi figli di prendere la scala di mia Madre"».[11]

## Iconografia

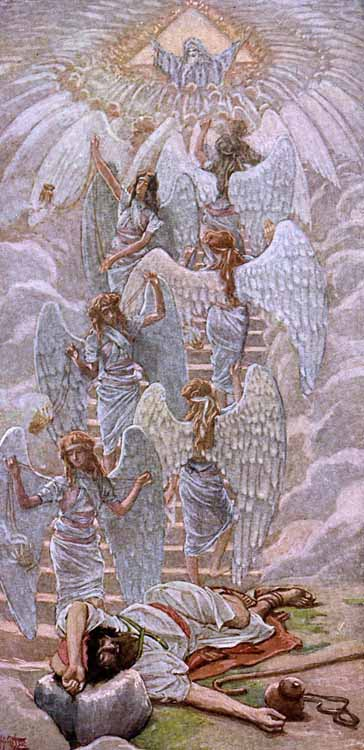
Il sogno di Giacobbe
James Tissot, 1836-1902
Museo ebraico di New York

La scala di Giacobbe è un motivo molto popolare nell'arte paleocristiana. Una delle sue prime illustrazioni è un affresco nella sinagoga di Dura Europos, realizzato intorno al 250. Esso è presente anche catacombe romane, come in quella di Aproniano (o catacomba della Via Latina), risalente all'inizio del IV secolo.
La Pietra del Destino, un blocco di arenaria utilizzato nei rituali di incoronazione nel Regno Unito, è anche identificata da alcuni con la pietra che Giacobbe usava come cuscino.